# Liste der Tritt- und Flutrasen, Rasengesellschaften des Wirtschaftsgrünlandes, Graudünen, Halbtrockenrasen und Magerrasen, Hochgebirgsrasen in Deutschland
Die Liste der Tritt- und Flutrasen, Rasengesellschaften des Wirtschaftsgrünlandes, Graudünen, Halbtrockenrasen und Magerrasen, Hochgebirgsrasen in Deutschland wurde der Roten Liste gefährdeter Pflanzengesellschaften Deutschlands (Rennwald 2000) entnommen, die alle in Deutschland vorkommenden Pflanzengesellschaften enthält.
Es wurde dabei nur die Pflanzenformation VII = Tritt- und Flutrasen, Rasengesellschaften des Wirtschaftsgrünlandes, Graudünen, Halbtrockenrasen und Magerrasen, Hochgebirgsrasen berücksichtigt.
Diese Formation hat acht Klassen:
- Vogelknöterich-Einjahrsrispengras-Gesellschaften - Polygono arenastri-Poetea annuae Rivas-Martínez 1975 corr. Rivas-Martínez et al. 1991
- Pfeifengras- und Glatthafer-Rasen des Wirtschaftsgrünlandes - Molinio-Arrhenatheretea Tx. 1937
- Galmeiveilchen-Schwermetallrasen - Violetea calaminariae Tx. in Lohmeyer et al. 1962 nom. invalid.
- Silbergras- und Mauerpfeffer-Pionierrasen; Schaf-Schwingel-, Raublattschwingel- und Bleichschwingel-Rasen - Koelerio-Corynephoretea Klika in Klika et Novák 1941
- Schwingel-Trespen-Trockenrasen - Festuco-Brometea Br.-Bl. et Tx. in Br.-Bl. 1949
- Alpigene Blaugras-Rasen - Elyno-Seslerietea Br.-Bl. 1948
- Nacktried-Rasen - Carici rupestris-Kobresietea bellardii Ohba 1974
- Dreispaltbinsen-Krumm-Seggen-Rasen - Caricetea curvulae Br.-Bl. 1948 nom. conserv.

Die Liste wurde in diese Klassen unterteilt.
Zu jeder Pflanzengesellschaft ist ein Bild, ihre Ordnung, ihr Verband, ihr synsystematischer Rang, ihr deutscher Name, ihr wissenschaftlicher Name und ihr Gefährdungsgrad (Spalte: G) in jeweils einer Spalte angegeben.
Rang:
- FOR = Formation
- KLA = Klasse
- ORD = Ordnung
- VRB = Verband
- ASS = Assoziation

Gefährdungsgrad:
- 0 = Ausgestorben oder verschollen
- 1 = Vom Aussterben bedroht
- 2 = Stark gefährdet
- 3 = Gefährdet
- G = Gefährdung anzunehmen
- R = Extrem selten
- V = Zurückgehend, Art der Vorwarnliste
- * = derzeit nicht gefährdet
- D = Daten zu Verbreitung und Gefährdung ungenügend[3]

Die Pflanzengesellschaften in dieser Liste sollten nur auf Artikel über die gesamte jeweilige Pflanzengesellschaft verlinkt werden, nicht auf einzelne Vertreter der Pflanzengesellschaft.

## Vogelknöterich-Einjahrsrispengras-Gesellschaften
| Bild | Ordnung                                          | Verband                            | Rang | Deutscher Name                                       | wissenschaftlicher Name                                                                             | G |
| ---- | ------------------------------------------------ | ---------------------------------- | ---- | ---------------------------------------------------- | --------------------------------------------------------------------------------------------------- | - |
|      |                                                  |                                    | ASS  | Basalgesellschaft der Vogelknöterich-Trittrasen      | Polygono arenastri-Poetea annuae-Basalgesellschaft                                                  | * |
|      | Vogelknöterich-Einjahrsrispengras-Gesellschaften |                                    | ORD  | Vogelknöterich-Einjahrsrispengras-Gesellschaften     | Polygono arenastri-Poetalia annuae Tx. in Géhu et al. 1972 corr. Rivas-Martínez et al. 1991         |   |
|      | Vogelknöterich-Einjahrsrispengras-Gesellschaften | Vogelknöterich-Trittgesellschaften | VRB  | Vogelknöterich-Trittgesellschaften                   | Matricario matricarioidis-Polygonion arenastri Rivas-Martínez 1975 corr. Rivas-Martínez et al. 1991 |   |
|      | Vogelknöterich-Einjahrsrispengras-Gesellschaften | Vogelknöterich-Trittgesellschaften | ASS  | Hartgras-Vogelknöterich-Trittrasen                   | Sclerochloo-Polygonetum arenastri (Gams 1927) Soó ex Korneck 1969 corr. Mucina 1983                 | 2 |
|      | Vogelknöterich-Einjahrsrispengras-Gesellschaften | Vogelknöterich-Trittgesellschaften | ASS  | Kamillen-Vogelknöterich-Trittrasen                   | Matricario-Polygonetum arenastri Th. Müller in Oberd. 1971                                          | * |
|      | Vogelknöterich-Einjahrsrispengras-Gesellschaften | Vogelknöterich-Trittgesellschaften | ASS  | Trittrasengesellschaft des Niedrigen Vogelknöterichs | Polygonetum calcati Lohmeyer 1975                                                                   | * |
|      | Vogelknöterich-Einjahrsrispengras-Gesellschaften | Vogelknöterich-Trittgesellschaften | ASS  | Krähenfuß-Trittrasen                                 | Poo-Coronopodetum squamati Gutte 1966                                                               | 3 |
|      | Vogelknöterich-Einjahrsrispengras-Gesellschaften | Mastkraut-Gesellschaften           | VRB  | Mastkraut-Gesellschaften                             | Saginion procumbentis Tx. et Ohba in Géhu et al. 1972                                               |   |
|      | Vogelknöterich-Einjahrsrispengras-Gesellschaften | Mastkraut-Gesellschaften           | ASS  | Mastkraut-Silberbirnmoos-Trittgesellschaft           | Sagino procumbentis-Bryetum argentei Diémont et al. 1940                                            | * |
|      | Vogelknöterich-Einjahrsrispengras-Gesellschaften | Mastkraut-Gesellschaften           | ASS  | Trittrasengesellschaft der Roten Schuppenmiere       | Rumici-Spergularietum rubrae Hülbusch 1973                                                          | * |
|      | Vogelknöterich-Einjahrsrispengras-Gesellschaften | Lägerrispengras-Gesellschaften     | VRB  | Lägerrispengras-Gesellschaften                       | Alchemillo-Poion supinae Ellmauer et Mucina 1993                                                    |   |
|      | Vogelknöterich-Einjahrsrispengras-Gesellschaften | Lägerrispengras-Gesellschaften     | ASS  | Lägerrispengras-Trittrasen                           | Alchemillo-Poetum supinae Aichinger 1933                                                            | * |

## Pfeifengras- und Glatthafer-Rasen des Wirtschaftsgrünlandes
| Bild | Ordnung                           | Verband                                              | Rang | Deutscher Name                                                      | wissenschaftlicher Name                                                      | G |
| ---- | --------------------------------- | ---------------------------------------------------- | ---- | ------------------------------------------------------------------- | ---------------------------------------------------------------------------- | - |
|      |                                   |                                                      | ASS  | Glatthafer-Basalgesellschaft                                        | Molinio-Arrhenatheretea-Basalgesellschaft                                    | * |
|      | Pfeifengras-Rasen                 |                                                      | ORD  | Pfeifengras-Rasen                                                   | Molinietalia caeruleae W. Koch 1926                                          |   |
|      | Pfeifengras-Rasen                 |                                                      | ASS  | Wiesenknopf-Silgen-Gesellschaft                                     | Sanguisorba officinalis-Silaum silaus-Gesellschaft                           | 3 |
|      | Pfeifengras-Rasen                 | Sumpfdotterblumen-Gesellschaften                     | VRB  | Sumpfdotterblumen-Gesellschaften                                    | Calthion Tx. 1937                                                            |   |
|      | Pfeifengras-Rasen                 | Sumpfdotterblumen-Gesellschaften                     | ASS  | Sumpfdotterblumen-Basalgesellschaft                                 | Calthion-Basalgesellschaft                                                   | * |
|      | Pfeifengras-Rasen                 | Sumpfdotterblumen-Gesellschaften                     | ASS  | Sumpfpippau-Waldbinsen-Rasen                                        | Crepis paludosa-Juncus acutiflorus-Gesellschaft                              | 3 |
|      | Pfeifengras-Rasen                 | Sumpfdotterblumen-Gesellschaften                     | ASS  | Binsen-Pfeifengras-Rasen                                            | Succisa pratensis-Juncus conglomeratus-Gesellschaft                          | 2 |
|      | Pfeifengras-Rasen                 | Sumpfdotterblumen-Gesellschaften                     | ASS  | Wassergreiskraut-Traubentrespen-Rasen                               | Bromo-Senecionetum aquatici Lenski 1953                                      | 3 |
|      | Pfeifengras-Rasen                 | Sumpfdotterblumen-Gesellschaften                     | ASS  | Kohldistel-Gesellschaft                                             | Angelico-Cirsietum oleracei Tx. 1937                                         | 3 |
|      | Pfeifengras-Rasen                 | Mädesüß-Hochstaudengesellschaften                    | VRB  | Mädesüß-Hochstaudengesellschaften                                   | Filipendulion ulmariae Segal ex Lohmeyer in Oberd. et al. 1967 nom. invalid. |   |
|      | Pfeifengras-Rasen                 | Mädesüß-Hochstaudengesellschaften                    | ASS  | Waldstorchschnabel-Rauhaarkälberkropf-Gesellschaft                  | Geranio sylvatici-Chaerophylletum hirsuti Kästner 1938                       | * |
|      | Pfeifengras-Rasen                 | Mädesüß-Hochstaudengesellschaften                    | ASS  | Sumpfstorchschnabel-Mädesüß-Gesellschaft                            | Filipendulo-Geranietum palustris W. Koch 1926                                | * |
|      | Pfeifengras-Rasen                 | Pfeifengras-Rasen                                    | VRB  | Pfeifengras-Rasen                                                   | Molinion caeruleae W. Koch 1926                                              |   |
|      | Pfeifengras-Rasen                 | Pfeifengras-Rasen                                    | ASS  | Pfeifengras-Rasen                                                   | Molinietum caeruleae W. Koch 1926                                            | 2 |
|      | Pfeifengras-Rasen                 | Brenndolden-Gesellschaften                           | VRB  | Brenndolden-Gesellschaften                                          | Cnidion dubii Balátová-Tulácková 1966                                        |   |
|      | Pfeifengras-Rasen                 | Brenndolden-Gesellschaften                           | ASS  | Brenndolden-Rasenschmielen-Gesellschaft                             | Cnidio-Deschampsietum cespitosae Hundt ex Passarge 1960                      | 1 |
|      | Glatthafer-Rasen                  |                                                      | ORD  | Glatthafer-Rasen                                                    | Arrhenatheretalia Tx. 1931                                                   |   |
|      | Glatthafer-Rasen                  |                                                      | ASS  | Glatthafer-Rasenbasalgesellschaft                                   | Arrhenatheretalia-Basalgesellschaft                                          | * |
|      | Glatthafer-Rasen                  |                                                      | ASS  | Rotschwingel-Straußgras-Gesellschaft                                | Festuca rubra-Agrostis capillaris-Gesellschaft                               | 3 |
|      | Glatthafer-Rasen                  | Glatthafer-Rasen                                     | VRB  | Glatthafer-Rasen                                                    | Arrhenatherion elatioris W. Koch 1926                                        |   |
|      | Glatthafer-Rasen                  | Glatthafer-Rasen                                     | ASS  | Glatthafer-Rasen                                                    | Arrhenatheretum elatioris Braun 1915                                         | V |
|      | Glatthafer-Rasen                  | Glatthafer-Rasen                                     | ASS  | Gesellschaft des Kleinen Mädesüßes und des Vielblütigen Hahnenfußes | Filipendula vulgaris-Ranunculus polyanthemos-Gesellschaft                    | 1 |
|      | Glatthafer-Rasen                  | Goldhafer-Rasen                                      | VRB  | Goldhafer-Rasen                                                     | Polygono-Trisetion Br.-Bl. et Tx. ex Marschall 1947 nom. invers. propos.     |   |
|      | Glatthafer-Rasen                  | Goldhafer-Rasen                                      | ASS  | Waldstorchschnabel-Goldhafer-Rasen                                  | Geranio sylvatici-Trisetetum R. Knapp ex Oberd. 1957                         | 2 |
|      | Glatthafer-Rasen                  | Goldhafer-Rasen                                      | ASS  | Bärwurz-Rotschwingel-Rasen                                          | Festuca rubra-Meum athamanticum-Gesellschaft                                 | 2 |
|      | Glatthafer-Rasen                  | Wiesenkammgras-Rasen                                 | VRB  | Wiesenkammgras-Rasen                                                | Cynosurion cristati Tx. 1947                                                 |   |
|      | Glatthafer-Rasen                  | Wiesenkammgras-Rasen                                 | ASS  | Weißklee-Wiesenkammgras-Weiderasen                                  | Lolio perennis-Cynosuretum cristati Tx. 1937                                 | * |
|      | Glatthafer-Rasen                  | Wiesenkammgras-Rasen                                 | ASS  | Kleinkopfpippau-Rotschwingel-Parkrasen                              | Crepis capillaris-Festuca rubra-Gesellschaft                                 | * |
|      | Glatthafer-Rasen                  | Alpenrispengras-Weiderasen                           | VRB  | Alpenrispengras-Weiderasen                                          | Poion alpinae Oberd. 1950                                                    |   |
|      | Glatthafer-Rasen                  | Alpenrispengras-Weiderasen                           | ASS  | Goldpippau-Horstrotschwingel-Rasen                                  | Crepido aureae-Festucetum commutatae Lüdi 1948                               | * |
|      | Glatthafer-Rasen                  | Alpenrispengras-Weiderasen                           | ASS  | Violettschwingel-Rasen                                              | Trifolio-Festucetum violaceae Br.-Bl. in Br.-Bl. et Jenny 1926               | V |
|      | Kriechstraußgras-Rasen, Flutrasen |                                                      | ORD  | Kriechstraußgras-Rasen, Flutrasen                                   | Potentillo-Polygonetalia Tx. 1947                                            |   |
|      | Kriechstraußgras-Rasen, Flutrasen | Gänsefingerkraut-Flut- und Kriechrasengesellschaften | VRB  | Gänsefingerkraut-Flut- und Kriechrasengesellschaften                | Potentillion anserinae Tx. 1947                                              |   |
|      | Kriechstraußgras-Rasen, Flutrasen | Gänsefingerkraut-Flut- und Kriechrasengesellschaften | ASS  | Straußgras-Gänsefingerkraut-Basalgesellschaft                       | Potentillion anserinae-Basalgesellschaft                                     | * |
|      | Kriechstraußgras-Rasen, Flutrasen | Gänsefingerkraut-Flut- und Kriechrasengesellschaften | ASS  | Knickfuchsschwanz-Rasen                                             | Ranunculo-Alopecuretum geniculati Tx. 1937                                   | * |
|      | Kriechstraußgras-Rasen, Flutrasen | Gänsefingerkraut-Flut- und Kriechrasengesellschaften | ASS  | Fingerkraut-Rohrschwingel-Rasen                                     | Potentillo-Festucetum arundinaceae Nordhagen 1940                            | * |
|      | Kriechstraußgras-Rasen, Flutrasen | Gänsefingerkraut-Flut- und Kriechrasengesellschaften | ASS  | Platthalmbinsen-Rasen                                               | Junco compressi-Trifolietum repentis Eggler 1933                             | * |
|      | Kriechstraußgras-Rasen, Flutrasen | Gänsefingerkraut-Flut- und Kriechrasengesellschaften | ASS  | Blaubinsen-Roßminzen-Gesellschaft                                   | Junco inflexi-Menthetum longifoliae Lohmeyer 1953                            | * |
|      | Kriechstraußgras-Rasen, Flutrasen | Gänsefingerkraut-Flut- und Kriechrasengesellschaften | ASS  | Binsenschmielen-Gesellschaft                                        | Potentillo-Deschampsietum mediae Oberd. 1957                                 | 1 |

## Galmeiveilchen-Schwermetallrasen
| Bild | Ordnung                          | Verband                           | Rang | Deutscher Name                    | wissenschaftlicher Name                                   | G |
| ---- | -------------------------------- | --------------------------------- | ---- | --------------------------------- | --------------------------------------------------------- | - |
|      | Galmeiveilchen-Schwermetallrasen |                                   | ORD  | Galmeiveilchen-Schwermetallrasen  | Violetalia calaminariae Br.-Bl. et Tx. 1943 nom. invalid. |   |
|      | Galmeiveilchen-Schwermetallrasen | Galmeitäschelkraut-Gesellschaften | VRB  | Galmeitäschelkraut-Gesellschaften | Thlaspion calaminariae Ernst 1965                         |   |
|      | Galmeiveilchen-Schwermetallrasen | Galmeitäschelkraut-Gesellschaften | ASS  | Galmeiveilchen-Gesellschaft       | Violetum calaminariae Schwickerath 1931                   | 3 |
|      | Galmeiveilchen-Schwermetallrasen | Galmeitäschelkraut-Gesellschaften | ASS  | Galmeitäschelkraut-Gesellschaft   | Minuartio-Thlaspietum alpestris Karl Koch 1932            | 3 |
|      | Galmeiveilchen-Schwermetallrasen | Galmeigrasnelken-Gesellschaften   | VRB  | Galmeigrasnelken-Gesellschaften   | Armerion halleri Ernst 1965                               |   |
|      | Galmeiveilchen-Schwermetallrasen | Galmeigrasnelken-Gesellschaften   | ASS  | Galmeigrasnelken-Gesellschaft     | Armerietum halleri Libbert 1930                           | 3 |

## Silbergras- und Mauerpfeffer-Pionierrasen; Schafschwingel-, Raublattschwingel- und Bleichschwingel-Rasen
| Bild | Ordnung                                             | Verband                                                    | Rang | Deutscher Name                                             | wissenschaftlicher Name                                                                              | G |
| ---- | --------------------------------------------------- | ---------------------------------------------------------- | ---- | ---------------------------------------------------------- | --- | - |
|      | Silbergras-Pionierrasen                             |                                                            | ORD  | Silbergras-Pionierrasen                                    | Corynephoretalia canescentis Klika 1934                                                              |   |
|      | Silbergras-Pionierrasen                             | Silbergras-Rasen                                           | VRB  | Silbergras-Rasen                                           | Corynephorion canescentis Klika 1931                                                                 |   |
|      | Silbergras-Pionierrasen                             | Silbergras-Rasen                                           | ASS  | Silbergras-Pionierrasen                                    | Corniculario aculeatae-Corynephoretum canescentis Steffen 1931 nom. invers. propos.                  | * |
|      | Silbergras-Pionierrasen                             | Silbergras-Rasen                                           | ASS  | Sandstraußgras-Gesellschaft                                | Agrostietum vinealis Kobendza 1930 corr. Kratzert et Dengler 1999                                    | 3 |
|      | Silbergras-Pionierrasen                             | Silbergras-Rasen                                           | ASS  | Sandseggen-Gesellschaft                                    | Carex arenaria-Gesellschaft                                                                          | V |
|      | Sandschillergras-Dünenrasen                         |                                                            | ORD  | Sandschillergras-Dünenrasen                                | Artemisio-Koelerietalia albescentis Sissingh 1974                                                    |   |
|      | Sandschillergras-Dünenrasen                         | Sandschillergras-Dünenrasen                                | VRB  | Sandschillergras-Dünenrasen                                | Koelerion albescentis Tx. 1937                                                                       |   |
|      | Sandschillergras-Dünenrasen                         | Sandschillergras-Dünenrasen                                | ASS  | Sandlieschgras-Dünenrasen                                  | Tortulo ruraliformis-Phleetum arenarii Br.-Bl. et De Leeuw 1936                                      | 2 |
|      | Atlantische und subatlantische Kleinschmielen-Rasen |                                                            | ORD  | Atlantische und subatlantische Kleinschmielen-Rasen        | Thero-Airetalia Rivas Goday 1964                                                                     |   |
|      | Atlantische und subatlantische Kleinschmielen-Rasen | Kleinschmielen-Rasen                                       | VRB  | Kleinschmielen-Rasen                                       | Thero-Airion Tx. ex Oberdorfer 1957                                                                  |   |
|      | Atlantische und subatlantische Kleinschmielen-Rasen | Kleinschmielen-Rasen                                       | ASS  | Gesellschaft der Frühen Haferschmiele                      | Airetum praecocis Krausch 1967                                                                       | 3 |
|      | Atlantische und subatlantische Kleinschmielen-Rasen | Kleinschmielen-Rasen                                       | ASS  | Nelkenschmielen-Rasen                                      | Airo caryophylleae-Festucetum ovinae Tx. ex Korneck 1974                                             | 3 |
|      | Atlantische und subatlantische Kleinschmielen-Rasen | Kleinschmielen-Rasen                                       | ASS  | Gesellschaft des Trespen-Federschwingels                   | Filagini-Vulpietum bromoidis Oberdorfer 1938 nom. mutat. propos.                                     | 3 |
|      | Atlantische und subatlantische Kleinschmielen-Rasen | Kleinschmielen-Rasen                                       | ASS  | Gesellschaft des Mäuseschwanz-Federschwingels              | Vulpietum myuri Philippi 1973                                                                        | * |
|      | Atlantische und subatlantische Kleinschmielen-Rasen | Kleinschmielen-Rasen                                       | ASS  | Gesellschaft des Kiesschwingels                            | Narduretum lachenalii Korneck 1975                                                                   | - |
|      | Atlantische und subatlantische Kleinschmielen-Rasen | Kleinschmielen-Rasen                                       | ASS  | Straußgras-Sandröschen-Gesellschaft                        | Tuberaria guttata-Gesellschaft                                                                       | 1 |
|      | Schafschwingelreiche Sandrasen                      |                                                            | ORD  | Schafschwingelreiche Sandrasen                             | Festuco-Sedetalia acris Tx. 1951                                                                     |   |
|      | Schafschwingelreiche Sandrasen                      |                                                            | ASS  | Sandstrohblumen-Bergsandglöckchen-Gesellschaft             | Helichrysum arenarium-Jasione montana-Gesellschaft                                                   | V |
|      | Schafschwingelreiche Sandrasen                      | Lanzettblattwegerich-Grasnelken-Raublattschwingel-Rasen    | VRB  | Lanzettblattwegerich-Grasnelken-Raublattschwingel-Rasen    | Plantagini-Festucion Passarge 1964                                                                   |   |
|      | Schafschwingelreiche Sandrasen                      | Lanzettblattwegerich-Grasnelken-Raublattschwingel-Rasen    | ASS  | Labkraut-Haarschwingel-Rasen                               | Galium verum-Festuca filiformis-Gesellschaft                                                         | 3 |
|      | Schafschwingelreiche Sandrasen                      | Lanzettblattwegerich-Grasnelken-Raublattschwingel-Rasen    | ASS  | Bibernellen-Schafschwingel-Rasen                           | Pimpinella saxifraga-Festuca ovina-Gesellschaft                                                      | 3 |
|      | Schafschwingelreiche Sandrasen                      | Lanzettblattwegerich-Grasnelken-Raublattschwingel-Rasen    | ASS  | Heidenelken-Grasnelken-Gesellschaft                        | Diantho deltoidis-Armerietum elongatae Pötsch 1962 nom. conserv. propos.                             | 3 |
|      | Schafschwingelreiche Sandrasen                      | Lanzettblattwegerich-Grasnelken-Raublattschwingel-Rasen    | ASS  | Ohrlöffelleimkraut-Raublattschwingel-Rasen                 | Sileno otitae-Festucetum brevipilae Libbert 1933 corr. Kratzert et Dengler 1999 nom. invers. propos. | 2 |
|      | Schafschwingelreiche Sandrasen                      | Kegelleimkraut-Sandhornkraut-Pionierrasen                  | VRB  | Kegelleimkraut-Sandhornkraut-Pionierrasen                  | Sileno conicae-Cerastion semidecandri Korneck 1974                                                   |   |
|      | Schafschwingelreiche Sandrasen                      | Kegelleimkraut-Sandhornkraut-Pionierrasen                  | ASS  | Dachtrespen-Sandlieschgras-Pionierrasen                    | Bromo tectorum-Phleetum arenarii Korneck 1974                                                        | 2 |
|      | Schafschwingelreiche Sandrasen                      | Kegelleimkraut-Sandhornkraut-Pionierrasen                  | ASS  | Kegelleimkraut-Sandhornkraut-Gesellschaft                  | Sileno conicae-Cerastietum semidecandri Korneck 1974                                                 | 2 |
|      | Schafschwingelreiche Sandrasen                      | Blauschillergras-Rasen                                     | VRB  | Blauschillergras-Rasen                                     | Koelerion glaucae Volk 1931                                                                          |   |
|      | Schafschwingelreiche Sandrasen                      | Blauschillergras-Rasen                                     | ASS  | Dünenschwingel-Rasen                                       | Festucetum polesicae Regel 1928                                                                      | 2 |
|      | Schafschwingelreiche Sandrasen                      | Blauschillergras-Rasen                                     | ASS  | Sandsilberscharten-Blauschillergras-Rasen                  | Jurineo cyanoidis-Koelerietum glaucae Volk 1931 nom. invers. propos.                                 | 1 |
|      | Schafschwingelreiche Sandrasen                      | Blauschillergras-Rasen                                     | ASS  | Sandschwingel-Blauschillergras-Rasen                       | Festuco psammophilae-Koelerietum glaucae Klika 1931                                                  | 2 |
|      | Fetthennen- und Hauswurz-Gesellschaften             |                                                            | ORD  | Fetthennen- und Hauswurz-Gesellschaften                    | Sedo-Scleranthetalia Br.-Bl. 1955                                                                    |   |
|      | Fetthennen- und Hauswurz-Gesellschaften             | Alpine Fetthennen- und Hauswurzgesellschaften              | VRB  | Alpine Fetthennen- und Hauswurzgesellschaften              | Sedo-Scleranthion biennis Br.-Bl. 1955                                                               |   |
|      | Fetthennen- und Hauswurz-Gesellschaften             | Alpine Fetthennen- und Hauswurzgesellschaften              | ASS  | Gesellschaft der Einjährigen Fetthenne                     | Sileno rupestris-Sedetum annui Oberd. 1957                                                           | R |
|      | Fetthennen- und Hauswurz-Gesellschaften             | Alpine Fetthennen- und Hauswurzgesellschaften              | ASS  | Gesellschaft der Spinnwebigen Hauswurz                     | Sclerantho-Sempervivetum arachnoidei Br.-Bl. 1955                                                    | R |
|      | Fetthennen- und Hauswurz-Gesellschaften             | Azidophile Fetthennen-Ehrenpreis-Pioniergesellschaften     | VRB  | Azidophile Fetthennen-Ehrenpreis-Pioniergesellschaften     | Sedo albi-Veronicion dillenii Korneck 1974                                                           |   |
|      | Fetthennen- und Hauswurz-Gesellschaften             | Azidophile Fetthennen-Ehrenpreis-Pioniergesellschaften     | ASS  | Schafschwingel-Heideehrenpreis-Gesellschaft                | Festuco-Veronicetum dillenii Oberd. 1957                                                             | 3 |
|      | Fetthennen- und Hauswurz-Gesellschaften             | Azidophile Fetthennen-Ehrenpreis-Pioniergesellschaften     | ASS  | Schafschwingel-Frühlingsehrenpreis-Gesellschaft            | Festuco-Veronicetum vernae Oberd. ex Moravec 1967                                                    | 2 |
|      | Fetthennen- und Hauswurz-Gesellschaften             | Basiphile Kelchsteinkraut-Fetthennen-Pioniergesellschaften | VRB  | Basiphile Kelchsteinkraut-Fetthennen-Pioniergesellschaften | Alysso-Sedion Oberd. et Th. Müller in Th. Müller 1961                                                |   |
|      | Fetthennen- und Hauswurz-Gesellschaften             | Basiphile Kelchsteinkraut-Fetthennen-Pioniergesellschaften | ASS  | Zwerghornkraut-Gesellschaft                                | Cerastietum pumili Oberd. et Th. Müller in Th. Müller 1961                                           | 3 |
|      | Fetthennen- und Hauswurz-Gesellschaften             | Basiphile Kelchsteinkraut-Fetthennen-Pioniergesellschaften | ASS  | Kelchsteinkraut-Fetthennen-Gesellschaft                    | Alysso-Sedetum Oberd. et Th. Müller in Th. Müller 1961                                               | 3 |
|      | Fetthennen- und Hauswurz-Gesellschaften             | Basiphile Kelchsteinkraut-Fetthennen-Pioniergesellschaften | ASS  | Berglauch-Gesellschaft mit Badener Rispengras              | Poo badensis-Allietum montani Gauckler 1957                                                          | 2 |
|      | Fetthennen- und Hauswurz-Gesellschaften             | Basiphile Kelchsteinkraut-Fetthennen-Pioniergesellschaften | ASS  | Fingersteinbrech-Platthalmrispengras-Gesellschaft          | Saxifraga tridactylites-Poa compressa-Gesellschaft                                                   | * |
|      | Fetthennen- und Hauswurz-Gesellschaften             | Basiphile Kelchsteinkraut-Fetthennen-Pioniergesellschaften | ASS  | Gesellschaft der Sprossenden Hauswurz                      | Sempervivetum soboliferi Korneck 1975                                                                | D |
|      | Fetthennen- und Hauswurz-Gesellschaften             | Bleichschwingel-Felsband-Gesellschaften                    | VRB  | Bleichschwingel-Felsband-Gesellschaften                    | Seslerio-Festucion pallentis Klika 1931 corr. Zolyomi 1966                                           |   |
|      | Fetthennen- und Hauswurz-Gesellschaften             | Bleichschwingel-Felsband-Gesellschaften                    | ASS  | Thymian-Schwingel-Felsrasen                                | Thymus-Festuca "cinerea"-Gesellschaft                                                                | 3 |
|      | Fetthennen- und Hauswurz-Gesellschaften             | Bleichschwingel-Felsband-Gesellschaften                    | ASS  | Pfingstnelken-Bleichschwingel-Felsbandrasen                | Diantho gratianopolitani-Festucetum pallentis Gauckler 1938 corr. Korneck 1974 nom. invers. propos.  | 3 |
|      | Fetthennen- und Hauswurz-Gesellschaften             | Bleichschwingel-Felsband-Gesellschaften                    | ASS  | Beifuß-Wimperperlgras-Rasen                                | Artemisio lednicensis-Melicetum ciliatae Korneck 1974                                                | 3 |
|      | Fetthennen- und Hauswurz-Gesellschaften             | Bleichschwingel-Felsband-Gesellschaften                    | ASS  | Traubengamander-Wimperperlgras-Rasen                       | Teucrio botryos-Melicetum ciliatae Volk 1937                                                         | V |
|      | Fetthennen- und Hauswurz-Gesellschaften             | Bleichschwingel-Felsband-Gesellschaften                    | ASS  | Bergsteinkraut-Schwingel-Gesellschaft                      | Alyssum montanum-Festuca "cinerea"-Gesellschaft                                                      | 3 |
|      | Fetthennen- und Hauswurz-Gesellschaften             | Bleichschwingel-Felsband-Gesellschaften                    | ASS  | Gesellschaft des Steifen Lauchs                            | Allio stricti-Festucetum pannonicae Knapp 1971 corr. Oberd. 1979                                     | 3 |

## Schwingel-Trespen-Trockenrasen
| Bild | Ordnung                                              | Verband                                                   | Rang | Deutscher Name                                                 | wissenschaftlicher Name                                                                 | G |
| ---- | ---------------------------------------------------- | --------------------------------------------------------- | ---- | -------------------------------------------------------------- | --------------------------------------------------------------------------------------- | - |
|      |                                                      |                                                           | ASS  | Floristisch verarmte Halbtrockenrasen im NorddeutschenTiefland | Cirsio acaulis-Trifolietum montani Wollert 1964                                         | 2 |
|      |                                                      |                                                           | ASS  | Mädesüß-Wiesenhafer-Gesellschaft                               | Filipendula vulgaris-Helictotrichon pratense-Gesellschaft                               | 2 |
|      | Submediterrane Trespen-Trocken- und Halbtrockenrasen |                                                           | ORD  | Submediterrane Trespen-Trocken- und Halbtrockenrasen           | Brometalia erecti W. Koch 1926                                                          |   |
|      | Submediterrane Trespen-Trocken- und Halbtrockenrasen |                                                           | ASS  | Blaugras-Halbtrockenrasen-Gesellschaft                         | Hippocrepis comosa-Sesleria albicans-Gesellschaft                                       | 3 |
|      | Submediterrane Trespen-Trocken- und Halbtrockenrasen | Trespen-Halbtrockenrasen                                  | VRB  | Trespen-Halbtrockenrasen                                       | Bromion erecti Koch 1926                                                                |   |
|      | Submediterrane Trespen-Trocken- und Halbtrockenrasen | Trespen-Halbtrockenrasen                                  | ASS  | Trespen-Halbtrockenrasen                                       | Brometum Scherrer 1925                                                                  | 2 |
|      | Submediterrane Trespen-Trocken- und Halbtrockenrasen | Trespen-Halbtrockenrasen                                  | ASS  | Enzian-Fiederzwenken-Rasen                                     | Gentiano-Koelerietum pyramidatae Knapp ex Bornkamm 1960 nom. conserv. propos.           | 3 |
|      | Submediterrane Trespen-Trocken- und Halbtrockenrasen | Trespen-Halbtrockenrasen                                  | ASS  | Pechnelken-Wiesenhafer-Gesellschaft                            | Silene viscaria-Helictotrichon pratense-Gesellschaft                                    | 3 |
|      | Submediterrane Trespen-Trocken- und Halbtrockenrasen | Trespen-Halbtrockenrasen                                  | ASS  | Kreuzblümchen-Blaugras-Rasen                                   | Polygalo amarae-Seslerietum (Tx. 1937) Tx. ex Winterhoff 1965                           | 3 |
|      | Submediterrane Trespen-Trocken- und Halbtrockenrasen | Trespen-Halbtrockenrasen                                  | ASS  | Silberdistel-Blaugras-Halbtrockenrasen                         | Carlino-Caricetum sempervirentis Lutz et Paul 1947                                      | 2 |
|      | Submediterrane Trespen-Trocken- und Halbtrockenrasen | Glanzlieschgras-Rasen kalkarmer bis bodensaurer Standorte | VRB  | Glanzlieschgras-Rasen kalkarmer bis bodensaurer Standorte      | Koelerio-Phleion phleoidis Korneck 1974                                                 |   |
|      | Submediterrane Trespen-Trocken- und Halbtrockenrasen | Glanzlieschgras-Rasen kalkarmer bis bodensaurer Standorte | ASS  | Flügelginster-Glanzlieschgras-Rasen                            | Genistello-Phleetum phleoidis Korneck 1974                                              | 2 |
|      | Submediterrane Trespen-Trocken- und Halbtrockenrasen | Trespen-Trockenrasen                                      | VRB  | Trespen-Trockenrasen                                           | Xerobromion (Br.-Bl. et Moor 1938) Moravec in Holub et al. 1967                         |   |
|      | Submediterrane Trespen-Trocken- und Halbtrockenrasen | Trespen-Trockenrasen                                      | ASS  | Trespen-Trockenrasen                                           | Xerobrometum Br.-Bl. 1931 nom. illegit.                                                 | 3 |
|      | Submediterrane Trespen-Trocken- und Halbtrockenrasen | Trespen-Trockenrasen                                      | ASS  | Küchenschellen-Erdseggen-Trockenrasen                          | Pulsatillo-Caricetum humilis Gauckler 1938                                              | 3 |
|      | Walliserschwingel-Steppenrasen                       |                                                           | ORD  | Walliserschwingel-Steppenrasen                                 | Festucetalia valesiacae Br.-Bl. et Tx. ex Br.-Bl. 1949                                  |   |
|      | Walliserschwingel-Steppenrasen                       | Walliserschwingel-Steppenrasen                            | VRB  | Walliserschwingel-Steppenrasen                                 | Festucion valesiacae Klika 1931                                                         |   |
|      | Walliserschwingel-Steppenrasen                       | Walliserschwingel-Steppenrasen                            | ASS  | Sandfingerkraut-Haarpfriemengras-Steppenrasen                  | Potentillo arenariae-Stipetum capillatae (Hueck 1931) Libbert 1933 nom. invers. propos. | 2 |
|      | Walliserschwingel-Steppenrasen                       | Walliserschwingel-Steppenrasen                            | ASS  | Kopflauch-Haarpfriemengras-Steppenrasen                        | Allio-Stipetum capillatae Korneck 1974                                                  | 2 |
|      | Walliserschwingel-Steppenrasen                       | Walliserschwingel-Steppenrasen                            | ASS  | Walliserschwingel-Haarpfriemengras-Steppenrasen                | Festuco valesiacae-Stipetum capillatae Sillinger 1931                                   | 2 |
|      | Walliserschwingel-Steppenrasen                       | Subkontinentale Kratzdistel-Fiederzwenken-Rasen           | VRB  | Subkontinentale Kratzdistel-Fiederzwenken-Rasen                | Cirsio pannonici-Brachypodion pinnati Hadac et Klika in Klika et Hadac 1944             |   |
|      | Walliserschwingel-Steppenrasen                       | Subkontinentale Kratzdistel-Fiederzwenken-Rasen           | ASS  | Frühlingsadonisröschen-Fiederzwenken-Rasen                     | Adonido vernalis-Brachypodietum pinnati (Libbert 1933) Krausch 1961                     | 2 |

## Alpigene Blaugras-Rasen
| Bild | Ordnung                 | Verband                   | Rang | Deutscher Name                             | wissenschaftlicher Name                                            | G |
| ---- | ----------------------- | ------------------------- | ---- | ------------------------------------------ | ------------------------------------------------------------------ | - |
|      | Alpigene Blaugras-Rasen |                           | ORD  | Alpigene Blaugras-Rasen                    | Seslerietalia coeruleae Br.-Bl. in Br.-Bl. et Jenny 1926           |   |
|      | Alpigene Blaugras-Rasen |                           | ASS  | Basalgesellschaft alpigener Blaugras-Rasen | Seslerietalia coeruleae-Basalgesellschaft                          | * |
|      | Alpigene Blaugras-Rasen | Polsterseggen-Rasen       | VRB  | Polsterseggen-Rasen                        | Caricion firmae Gams 1936                                          |   |
|      | Alpigene Blaugras-Rasen | Polsterseggen-Rasen       | ASS  | Polsterseggen-Rasen                        | Caricetum firmae Rübel 1911                                        | * |
|      | Alpigene Blaugras-Rasen | Blaugras-Rasen            | VRB  | Blaugras-Rasen                             | Seslerion coeruleae Br.-Bl. in Br.-Bl. et Jenny 1926               |   |
|      | Alpigene Blaugras-Rasen | Blaugras-Rasen            | ASS  | Blaugras-Horstseggen-Rasen                 | Seslerio-Caricetum sempervirentis Br.-Bl. in Br.-Bl. et Jenny 1926 | * |
|      | Alpigene Blaugras-Rasen | Blaugras-Rasen            | ASS  | Baldrian-Blaugras-Gesellschaft             | Valeriano-Seslerietum Oberd. ex Grabherr et al. 1993               | V |
|      | Alpigene Blaugras-Rasen | Blaugras-Rasen            | ASS  | Haarginster-Blaugras-Rasen                 | Genista pilosa-Sesleria varia-Gesellschaft                         | * |
|      | Alpigene Blaugras-Rasen | Rostseggen-Gesellschaften | VRB  | Rostseggen-Gesellschaften                  | Caricion ferrugineae G. Br.-Bl. et J. Br.-Bl. 1931                 |   |
|      | Alpigene Blaugras-Rasen | Rostseggen-Gesellschaften | ASS  | Rostseggen-Basalgesellschaft               | Caricion ferrugineae-Basalgesellschaft                             | * |
|      | Alpigene Blaugras-Rasen | Rostseggen-Gesellschaften | ASS  | Faltenschwingel-Rasen                      | Campanulo scheuchzeri-Festucetum noricae Isda 1986                 | * |
|      | Alpigene Blaugras-Rasen | Rostseggen-Gesellschaften | ASS  | Rostseggen-Rasen                           | Caricetum ferrugineae Lüdi 1921                                    | * |
|      | Alpigene Blaugras-Rasen | Rostseggen-Gesellschaften | ASS  | Dost-Buntreitgras-Rasen                    | Origano-Calamagrostietum variae Lippert ex Thiele 1978             | * |

## Nacktried-Rasen
| Bild | Ordnung                                                     | Verband                                                     | Rang | Deutscher Name                                              | wissenschaftlicher Name                           | G |
| ---- | ----------------------------------------------------------- | ----------------------------------------------------------- | ---- | ----------------------------------------------------------- | ------------------------------------------------- | - |
|      | Nacktried-Rasen mittel- und südwesteuropäischer Hochgebirge |                                                             | ORD  | Nacktried-Rasen mittel- und südwesteuropäischer Hochgebirge | Oxytropido-Kobresietalia Oberd. ex. Albrecht 1969 |   |
|      | Nacktried-Rasen mittel- und südwesteuropäischer Hochgebirge | Nacktried-Rasen mittel- und südwesteuropäischer Hochgebirge | VRB  | Nacktried-Rasen mittel- und südwesteuropäischer Hochgebirge | Oxytropido-Elynion Br.-Bl. 1949                   |   |
|      | Nacktried-Rasen mittel- und südwesteuropäischer Hochgebirge | Nacktried-Rasen mittel- und südwesteuropäischer Hochgebirge | ASS  | Nacktried-Rasen der Alpen                                   | Elynetum myosuroidis Rübel 1911                   | 3 |
|      | Nacktried-Rasen mittel- und südwesteuropäischer Hochgebirge | Nacktried-Rasen mittel- und südwesteuropäischer Hochgebirge | ASS  | Felsseggen-Rasen                                            | Caricetum rupestris Pignatti et Pignatti 1985     | - |
|      | Nacktried-Rasen mittel- und südwesteuropäischer Hochgebirge | Nacktried-Rasen mittel- und südwesteuropäischer Hochgebirge | ASS  | Alpenstraußgras-Rasen                                       | Agrostis alpina-Gesellschaft                      | * |

## Dreispaltbinsen-Krummseggen-Rasen
| Bild | Ordnung                                                           | Verband                        | Rang | Deutscher Name                                                    | wissenschaftlicher Name                                      | G |
| ---- | ----------------------------------------------------------------- | ------------------------------ | ---- | ----------------------------------------------------------------- | ------------------------------------------------------------ | - |
|      | Arktisch-alpine Krummseggen-Rasen Europas                         |                                | ORD  | Arktisch-alpine Krummseggen-Rasen Europas                         | Caricetalia curvulae Br.-Bl. in Br.-Bl. et Jenny 1926        |   |
|      | Arktisch-alpine Krummseggen-Rasen Europas                         |                                | ASS  | Gesellschaft des Zweizeiligen Kopfgrases                          | Oreochloa disticha-Gesellschaft                              | 1 |
|      | Arktisch-alpine Krummseggen-Rasen Europas                         | Dreispaltbinsen-Gesellschaften | VRB  | Dreispaltbinsen-Gesellschaften                                    | Juncion trifidi Krajina 1933                                 |   |
|      | Arktisch-alpine Krummseggen-Rasen Europas                         | Dreispaltbinsen-Gesellschaften | ASS  | Gesellschaft mit Felsen-Straußgras und Dreispaltiger Binse        | Agrostis rupestris-Juncus trifidus-Gesellschaft              | 2 |
|      | Arktisch-alpine Krummseggen-Rasen Europas                         | Dreispaltbinsen-Gesellschaften | ASS  | Gesellschaft mit Dreispaltiger Binse und Zwerg-Primel             | Juncus trifidus-Primula minima-Gesellschaft                  | R |
|      | Bodensaure Windheumähder-, Weiden- und Lawinarrasengesellschaften |                                | ORD  | Bodensaure Windheumähder-, Weiden- und Lawinarrasengesellschaften | Festucetaliae spadiceae Barbero 1970                         |   |
|      | Bodensaure Windheumähder-, Weiden- und Lawinarrasengesellschaften | Schilfstraußgras-Rasen         | VRB  | Schilfstraußgras-Rasen                                            | Agrostion schraderianae Grabherr 1993                        |   |
|      | Bodensaure Windheumähder-, Weiden- und Lawinarrasengesellschaften | Schilfstraußgras-Rasen         | ASS  | Stutzläusekraut-Schilfstraußgras-Rasen                            | Pediculari recutitae-Agrostietum schraderianae Grabherr 1993 | * |